# آرا یرنجاکیان
آرا هاروتیونی یرنجاکیان (ارمنی: Արա Հարությունի Երնջակյան؛  زادهٔ ۲ مارس ۱۹۵۱) نمایشنامه‌نویس، کارگردان اهل ارمنستان است. وی از سال میلادی تاکنون مشغول فعالیت بوده است.

## زندگی‌نامه
وی در ۲ مارس ۱۹۵۱ در ایروان به دنیا آمد و از دانشگاه ملی پلی‌تکنیک ارمنستان و انستیتو دولتی هنری و نمایشی ایروان فارغ‌التحصیل گشت. همچنین برندهٔ جوایزی همچون هنرمند مردمی جمهوری ارمنستان (۲۰۱۶) شده است.